# 10207 Comeniana
10207 Comeniana (1997 QA) là một tiểu hành tinh vành đai chính được phát hiện ngày 16 tháng 8 năm 1997 bởi L. Kornos và P. Koleny ở Đài thiên văn Modra ở Slovakia. Nó được đặt theo tên Comenius University in Bratislava, which also owns the observatory ở Modra.